# Sanas Cormaic
Le Glossaire de Cormac, en irlandais Sanas Cormaic ou Sanas Chormaic, est un glossaire du Xe siècle qui aurait été écrit par Cormac mac Cuilennáin, évêque de Cashel et roi de Munster.
On en conserve une version courte, probablement plus proche de la version originale, et une version longue contenant des ajouts postérieurs issus d'autres glossaires. C'est une source importante pour la connaissance de la tradition irlandaise pré-chrétienne : il contient des définitions de termes rares ou anciens, notamment liés à la poésie, des étymologies, des noms de personnages légendaires et des récits. Certains textes ne sont connus aujourd'hui que grâce au Glossaire de Cormac. 
La destination du Glossaire de Cormac est mal connue, de même que le rôle joué par Cormac dans sa rédaction. Il pourrait avoir été destiné à la cour royale de Cashel, en tant que recueil de connaissances cachées. Les sources utilisées par l'auteur sont variées, allant de sources locales du Munster à des sources extérieures à l'Irlande.

## Versions conservées
Le Sanas Cormaic est écrit au Xe siècle par Cormac mac Cuilennáin, évêque de Cashel. Devenu roi de la province de Munster en 902, il meurt en 908 à la bataille de Belach-Mugna,.
On connaît aujourd'hui deux versions du Glossaire de Cormac : 
- une version courte, dans An Leabhar Breac (en), conservé à l'Académie royale d'Irlande[4] et dans le manuscrit Laud 610, conservé à la bibliothèque Bodléienne d'Oxford[5] ;
- une version longue, conservée dans Leabhar Buidhe Leacáin (en), manuscrit LS 1318 de la bibliothèque du Trinity College à Dublin[6].

On ne sait pas exactement quelle part a pris Cormac à la rédaction, ni si le glossaire est entièrement son œuvre. Les versions courtes sont probablement plus fidèles à l'original, tandis que la version longue semble avoir incorporé des éléments d'autres glossaires, ajoutés plus tard.

## Contenu
Le contenu du Glossaire de Cormac est très varié : il contient des définitions de termes rares ou archaïques, des étymologies souvent analogiques à la manière d'Isidore de Séville, ou des récits complets,,. Il apporte des explications sur certaines difficultés de la langue poétique ainsi que des mots ou des noms issus de la littérature irlandaise,. 
Les sources du Glossaire sont variées : certaines sont propres à la province de Munster, d'autres s'étendent à l'Irlande en général, d'autres encore sont extérieures à l'Irlande, comme certaines étymologies qui font remonter des mots irlandais au latin, au grec ou à l'hébreu, les trois langues sacrées pour les érudits du Moyen-Âge. Le but de ce glossaire n'est pas connu avec certitude. Alors que certains glossaires sont des aides à la lecture de récits, celui-ci semble indépendant. Selon Paul Russell, il est possible qu'il s'agisse d'un ouvrage secret, destiné à contenir des connaissances réservées au cercle royal de Cashel.

## Une source de connaissance sur la tradition irlandaise
Ce glossaire est une source importante pour comprendre l'ancienne tradition irlandaise malgré l'approche évhémériste de Cormac, qui est peu critique et présente certains personnages légendaires comme des rois ou des héros ayant réellement existé, alors qu'ils sont très probablement d'origine divine,. Certains textes ne sont connus que grâce aux citations que contient le Glossaire de Cormac.

## Éditions modernes
- John O'Donovan et W. Stokes, Cormac's Glossary, Calcutta, Whitley Stokes, 1868.